# Цічтен 13
Цічтен 13 (англ. Tzeachten 13) — індіанська резервація в Канаді, у провінції Британська Колумбія, у межах регіонального округу Фрейзер-Велі.

## Населення
За даними перепису 2016 року, індіанська резервація нараховувала 2358 осіб, показавши зростання на 60,7%, порівняно з 2011-м роком. Середня густина населення становила 935,8 осіб/км².
З офіційних мов обидвома одночасно володіли 80 жителів, тільки англійською — 2 275. Усього 190 осіб вважали рідною мовою не одну з офіційних, з них 10 — одну з корінних мов, а 10 — українську.
Працездатне населення становило 24,2% усього населення, рівень безробіття — 6,5%.
Середній дохід на особу становив $34 511 (медіана $27 612), при цьому для чоловіків — $44 076, а для жінок $26 249 (медіани — $37 333 та $22 187 відповідно).
33,6% мешканців мали закінчену шкільну освіту, не мали закінченої шкільної освіти — 21,5%, 45% мали післяшкільну освіту, з яких 20,9% мали диплом бакалавра, або вищий, 10 осіб мали вчений ступінь.
| Статево-вікова структура населення | Статево-вікова структура населення | Статево-вікова структура населення | Статево-вікова структура населення | Статево-вікова структура населення |
| ---------------------------------- | ---------------------------------- | ---------------------------------- | ---------------------------------- | ---------------------------------- |
|                                    |                                    |                                    |                                    |                                    |
| Всього                             | Всього                             | 46,6%53,4%                         |                                    |                                    |
| 0 — 14 років                       | 0 — 14 років                       |                                    | 4,9%                               | 4,9%                               |
| 15 — 64 років                      | 15 — 64 років                      |                                    | 33,1%                              | 33,1%                              |
| 65 і більше                        | 65 і більше                        |                                    | 62%                                | 62%                                |
| 85 і більше                        | 85 і більше                        |                                    | 3,8%                               | 3,8%                               |
| Середній вік (років)               | Середній вік (років)               | 62,362,7                           | 62,5                               | 62,5                               |
| Медіана (років)                    | Медіана (років)                    | 69,168,0                           | 68,5                               | 68,5                               |
| — чоловіки — жінки                 |                                    |                                    |                                    |                                    |

| Походження мешканців:     | Походження мешканців:     | Походження мешканців: | Походження мешканців: | Походження мешканців: |
| ------------------------- | ------------------------- | --------------------- | --------------------- | --------------------- |
| Походження                |                           |                       | осіб                  | %                     |
| Корінні американці        | Корінні американці        |                       | 315                   | 13.38%                |
| Інше північноамериканське | Інше північноамериканське |                       | 445                   | 18.9%                 |
| Європейське               | Європейське               |                       | 1 990                 | 84.5%                 |
| британське                | британське                |                       | 1 325                 | 56.26%                |
| французьке                | французьке                |                       | 215                   | 9.13%                 |
| українське                | українське                |                       | 145                   | 6.16%                 |
| Азійське                  | Азійське                  |                       | 40                    | 1.7%                  |
| Океанійське               | Океанійське               |                       | 10                    | 0.42%                 |

## Клімат
Середня річна температура становить 10°C, середня максимальна – 21,2°C, а середня мінімальна – -2,7°C. Середня річна кількість опадів – 1 606 мм.
| Клімат поселення                              | Клімат поселення | Клімат поселення | Клімат поселення | Клімат поселення | Клімат поселення | Клімат поселення | Клімат поселення | Клімат поселення | Клімат поселення | Клімат поселення | Клімат поселення | Клімат поселення | Клімат поселення |
| Показник                                      | Січ.             | Лют.             | Бер.             | Квіт.            | Трав.            | Черв.            | Лип.             | Серп.            | Вер.             | Жовт.            | Лист.            | Груд.            |                  |
| Середній максимум, °C                         | 7,24             | 9,39             | 11,60            | 14,24            | 17,55            | 20,28            | 20,66            | 21,17            | 18,18            | 13,45            | 8,85             | 5,76             |                  |
| Середня температура, °C                       | 2,25             | 4,39             | 6,61             | 9,26             | 12,56            | 15,28            | 17,55            | 18,05            | 15,07            | 10,34            | 5,73             | 2,65             |                  |
| Середній мінімум, °C                          | −2,74            | −0,6             | 1,61             | 4,26             | 7,56             | 10,29            | 14,44            | 14,94            | 11,96            | 7,24             | 2,60             | −0,47            |                  |
| Норма опадів, мм                              | 216              | 144              | 144              | 120              | 94               | 86               | 58               | 56               | 79               | 161              | 247              | 201              |                  |
| Середньомісячна швидкість вітру, м/с          | 2.92             | 2.84             | 2.95             | 2.90             | 2.80             | 2.81             | 2.72             | 2.50             | 2.25             | 2.37             | 2.82             | 2.91             |                  |
| Середньомісячна сонячна радіація, кДж/м²·день | 3299             | 6424             | 10088            | 15111            | 18648            | 20174            | 21575            | 18585            | 13342            | 7293             | 3659             | 2627             |                  |
| --------------------------------------------- | ---------------- | ---------------- | ---------------- | ---------------- | ---------------- | ---------------- | ---------------- | ---------------- | ---------------- | ---------------- | ---------------- | ---------------- | ---------------- |
| Джерело:                                      |                  |                  |                  |                  |                  |                  |                  |                  |                  |                  |                  |                  |                  |